# Antonio Macrì
Antonio Macrì, noto anche informalmente come u Zzi Ntoni (Siderno, 23 maggio 1904 – Siderno, 20 gennaio 1975), è stato un mafioso italiano.
Capobastone della 'ndrangheta calabrese e capo dell'omonima cosca, controllava la zona della Locride negli anni cinquanta e sessanta.

## I legami all'estero
Riuscì ad avere collegamenti in Canada (Toronto, Montréal e Ottawa), Stati Uniti (New Jersey) e Australia.
Ebbe rapporti con Frank Costello e Albert Anastasia, membri di Cosa Nostra americana.
Un panettiere di Siderno, tale Michele Racco gestiva l'organizzazione in Canada e quello che verrà poi chiamato Siderno group.
Negli Stati Uniti e in Australia si appoggiò su famiglie originarie di Siderno.

## I legami con Cosa Nostra
Fin dagli anni cinquanta era in rapporto con Michele Navarra, capo dei corleonesi, e negli anni sessanta e settanta con Luciano Liggio, Salvatore La Barbera, Pietro Torretta e con i Greco di Ciaculli.

## Storia
- Il 23 maggio 1967 fa uccidere Domenico Cordì capo dell'omonima cosca per aver rubato 1700 casse di sigarette dategli dai siciliani[3].

### Omicidio
Il 20 gennaio 1975 Antonio Macrì, venne freddato in un agguato a Siderno in contrada Zammariti e venne ferito il suo guardaspalle Francesco Commisso, alias  Cicciu u quagghja.
Con la sua morte scoppiò la prima guerra di 'Ndrangheta.
La sua eliminazione viene inquadrata, proprio per il fatto che lui non voleva che le cosche si immettessero nei nuovi mercati redditizi come la droga e i sequestri di persona, ma che continuassero le consuete attività illecite.
Alla sua morte, il successore fu suo nipote Vincenzo Macrì, detto  u Baruni, che divenne anche, capo della locale di Siderno. Ma la sua successione durò poco. Molto presto si distinse per carisma un altro giovane, Cosimo Commisso, figlio del sopracitato Francesco Commisso, guardiaspalla di Antonio Macrì, che assunse il comando della locale di Siderno, facendo diventare i Commisso, la famiglia che oggi porta il suo nome, tra le più influenti della 'Ndrangheta.